# Amber Rudd
Amber Augusta Rudd (født 1. august 1963 i London, England) er en britisk konservativ politiker, der var indenrigsminister fra 2016 til 2018, hvor hun blev afløst af Sajid Javid.

## Medlem af Underhuset
Amber Rudd blev medlem af Underhuset i 2010. Hun er valgt for Hastings og Rye i den sydøstlige del af Øst Sussex.

## Klima- og energiminister
Amber Rudd var minister for energi og klimaforandring (Secretary of State for Energy and Climate Change) fra 11. maj 2015 til 13. juli 2016.
I 2012–2013 var hun parlamentarisk privatsekretær for finansministeren. I 2014–2015 var hun undersekretær for klimaforandring. I 2014–2015 var hun viceminister for energi og klimaforandring.

## Indenrigsminister
Den 13. juli 2016 blev Amber Rudd udnævnt til indenrigsminister i Regeringen Theresa May. Den 30. april 2018 trak hun sig efter anklager om vildledning af Parlamentet i en sag om udvisning af indvandrere.